# Utopia (film din 1951)
Utopia (în franceză Atoll K) este un film franco-italian - cunoscut și sub titlurile de Robinson Crusoeland în Marea Britanie și Utopia în SUA — de comedie din 1951, avându-i în rolurile principale pe Stan Laurel și Oliver Hardy (Stan și Bran) în ultima lor apariție pe ecran. Filmul a fost regizat de Léo Joannon, împreună cu regizorul american John Berry, care era trecut pe lista neagră și prin urmare nu a mai apărut pe generic. De asemenea, în film interpretează  actrița și cântăreața franceză Suzy Delair.

## Rezumat
Filmul începe cu Laurel și Hardy în birourile unei firme de avocatură din Londra, unde Laurel se află pentru a primi o moștenire lăsată de un unchi bogat. Spre uimirea celor doi, cea mai mare parte a moștenirii lui Laurel este redusă ca urmare a impozitelor și taxelor, și îi rămâne doar un iaht șubred și o insulă privată din Oceanul Pacific. Laurel și Hardy pleacă spre insulă, însoțiți de un refugiat apatrid și un pasager clandestin (un zidar italian nemulțumit).
În timpul călătoriei, refugiatul lucrează ca bucătar și le prepară o masă, dar alimentele dispar în mod misterios din farfuria lui Stan, fiind luate de pasagerul clandestin. Aceasta îl face pe Stan să dea vina pe Ollie și are loc o încăierare. Motorul se oprește apoi, iar Ollie desface câteva piese din el într-o încercare de a remedia problema. El i le dă lui Stan, care le pune pe punte de unde acestea alunecă peste bord. Ollie își dă seama apoi că eforturile sale au fost în zadar atunci când observă că rezervorul de combustibil este gol. După pierderea motorului, ei navighează cu pânzele, scoțându-l la iveală pe pasagerul clandestin care se ascundea acolo.
Ei se confruntă cu o furtună, iar Stan se luptă în cabină cu o barcă pneumatică de salvare în timp ce Ollie este la cârmă. Ei naufragiază pe o insulă pustie recent apărută, pe care o numesc "Crusoeland". Lor li se alătură în curând o cântăreață dintr-un club de noapte, care fuge de logodnicul ei gelos, de profesie locotenent naval. Insula este stabilită ca o nouă republică, cu Hardy în calitate de președinte și Laurel ca fiind "poporul".
Totul merge bine până când logodnicul cântăreței sosește pentru a confirma că insula este bogată în rezerve de uraniu. Oameni din toată lumea năpădesc insula, dar situația devine curând haotică atunci când o revoltă încearcă să-i răstoarne de la putere și să-i execute pe primii locuitori ai insulei. Înainte de execuție, o altă furtună greve și inundațiile de pe insula. Laurel și Hardy sunt salvați și ajung la insula moștenită de Laurel, doar pentru a afla că teritoriul și proviziile lor sunt sechestrate pentru neplata impozitelor.

## Distribuție
Membrii principali ai distribuției sunt următorii:
| Actor           | Rol             |
| --------------- | --------------- |
| Stan Laurel     | Stan            |
| Oliver Hardy    | Ollie           |
| Suzy Delair     | Chérie Lamour   |
| Max Elloy       | Antoine         |
| Suzet Maïs      | doamna Dolan    |
| Adriano Rimoldi | Giovanni Copini |
| Luigi Tosi      | lt. Jack Frazer |

## Producție
La sfârșitul anilor 1940, Laurel și Hardy nu aveau angajamente pentru realizarea de filme. La începutul deceniului, ei își încheiaseră lunga asociere cu producătorul Hal Roach și au semnat pentru a face o serie de filme pentru 20th Century Fox și Metro-Goldwyn-Mayer. În Europa postbelică, Laurel și Hardy se bucurau de o popularitate nouă, deoarece publicul nu a putut vedea filmele lor în timpul războiului. Ca urmare a acestui fapt, cuplul de actori a primit o ofertă de la un consorțiu cinematografic franco-italian pentru a juca într-un film ce urma a fi produs în Franța, cu un buget de 1,5 milioane $, un buget mare pentru acea epocă.
Producția filmului Atoll K a ridicat mai multe probleme care au determinat ca producția să fie extinsă anormal. Ida Laurel, văduva lui Stan Laurel, i-a declarat biografulio John McCabe: "Îmi vine greu să uit data la care am plecat în Franța, precum și data când ne-am întors - 1 aprilie 1950 și 1 aprilie 1951. Dar acolo nu a existat nici o păcăleală de 1 aprilie cu privire la acel an teribil. Acel film nenorocit trebuia să dureze douăsprezece săptămâni pentru a-l face și a durat douăsprezece luni."
De la început au existat dezacorduri privind scenariul filmului. Laurel a fost nemulțumit de scenariul prevăzut de regizorul francez Léo Joannon și a insistat pentru aducerea lui Alfred Goulding și Monty Collins pentru a-l ajuta la crearea scenariului (niciunul dintre ei nu a fost trecut pe generic). Au existat, de asemenea, probleme considerabile de comunicații, de vreme ce nici Laurel și nici Hardy nu vorbeau franceza, iar Joannon vorbea foarte slab engleza.
În timpul producției, cele două vedete de comedie au avut probleme serioase. Diabetul pre-existent al lui Laurel s-a agravat și el s-a îmbolnăvit de colită, dizenterie și ulcer la prostată în timp ce se afla pe platourile franceze de filmare. El a necesitat în cele din urmă spitalizare, iar văduva sa a dat mai târziu vina pe calitatea îngrijirii medicale franceze, susținând că, la un moment dat, ea a trebuit să înlocuiască o asistentă absentă și să-i schimbe bandajele soțului. Greutatea lui Laurel a scăzut și el a putut să lucreze zilnic doar 20-30 de minute.
Hardy, cu toate acestea, s-a îngrășat tot mai mult în timp ce se afla în Franța și a necesitat îngrijiri medicale pentru fibrilație cardiacă și gripă. Pe lângă problemele medicale ale celor doi, actorul italian Adriano Rimoldi, care l-a interpretat pe pasagerul clandestin, a căzut de pe un iaht andocat și a necesitat o recuperare medicală de o lună.
Când au fost capabili să lucreze, relația lui Laurel și Hardy cu Joannon a devenit din ce în ce mai conflictuală. Ida Laurel a pretins mai târziu că Joannon era un incompetent care a petrecut trei zile filmând un lac, deoarece, după cum a spus ea, "era cel mai fotogenic lac pe care el l-a văzut vreodată." În mijlocul filmărilor, regizorul de film american John Berry a fost adus în secret pentru a lucra cu echipa de comici. Cariera americană a lui Berry a fost distrusă după ce a fost trecut pe lista neagră de la Hollywood, iar el a încercat să o reia în Franța. Cu toate acestea, participarea sa a fost ținută secretă de teama că filmul nu ar fi difuzat în niciun cinematograf din SUA în cazul în care se va afla că un regizor de pe lista neagră a participat la realizarea filmului.  Contribuția lui Berry nu a fost recunoscută în mod public până în 1967, când istoricul de film William K. Everson l-a menționat pe regizorul netrecut pe generic în cartea sa The Films of Laurel and Hardy. În timp ce nBerry nu a recunoscut iciodată în mod public munca sa la Atoll K, actrița Suzy Delair a confirmat rolul său în timpul unui interviu cu istoricul Norbert Aping.

## Difuzarea cinematografică
Nu a existat o versiune definitivă a filmului, ci, mai degrabă, patru versiuni diferite: versiunea de 93 min. în limba franceză numită Atoll K, versiunea de 97 min, în limba italiană numită Atollo K, o versiune de 82 min. în limba engleză numită Robinson Crusoeland în Marea Britanie (Utopia în SUA) și o versiune de 98 min. în limba engleză vizualizată numai la premiera britanică din septembrie 1951.
În țările în care au fost difuzate diferitele versiuni, reacția critică a fost foarte slabă. Ziarul francez Journal du Dimanche s-a plâns: "Ce naiba i-a atras pe Laurel și Hardy pe acest atol?  Din păcate, această aventură nu adaugă nimic la faima lor." Criticul italian Paolo Locori, scriind pentru revista Hollywood, a declarat: "Prezența lui Stan și Ollie nu este suficientă pentru a ridica filmul din mediocritatea sa." Săptămânalul britanic Kinematograph Weekly a declarat că filmul a fost "împotmolit într-un talmeș-balmeș de un evident prost gust." Când Utopia a fost difuzată în cele din urmă în Los Angeles la începutul anului 1955 împreună cu Blackboard Jungle, criticul de la Los Angeles Times a scris: "Filmul începe cu unele gaguri binevenite, dar devine treptat din ce în ce mai prost."

## Situația drepturilor de autor
În cursul anilor, peliculele a trei din cele patru versiuni s-au degradat. Nici un drept de autor american nu a fost depus pentru Utopia și versiunea a intrat în domeniul public, rezultând astfel imprimări duplicat de proastă calitate în VHS, DVD, Laserdisc, Super8 și 16mm. Până de curând, singura imprimare cunoscută a versiuni originale de 98 min. în limba engleză se află în proprietate privată și nu a fost niciodată lansată video. Cu toate acestea, la 1 ianuarie 2012, postul francezo-german de televiziune ARTE a difuzat o versiune refăcută a filmului de 100 de minute în limba engleză, susținând că este o premieră TV internațională. Copia restaurată se bazează pe o copie redescoperită în 2010 în Statele Unite ale Americii. 
O imprimare trunchiată de 86 min. disponibilă pe DVD în Italia este tot ceea ce rămâne din versiunea în limba italiană. Versiunea franceză originală Atoll K rămâne intactă, dar filmul nu a fost pus la dispoziție pentru vizualizare publică după lansarea une versiuni video VHS în 1996. 